# Australia en el Festival de la Canción de Eurovisión
Australia participa en el Festival de la Canción de Eurovisión de forma ininterrumpida desde su debut en 2015. Junto con España, Azerbaiyán, Albania y Letonia son los cinco únicos países que nunca se han retirado del festival.
El 10 de febrero de 2015, la Unión Europea de Radiodifusión confirmó a través de la página web oficial de festival el debut de Australia en el Festival de la Canción de Eurovisión 2015, siendo su primera participación. Australia participó a través de la televisión pública SBS, miembro asociado pero no activo de la UER. Por consiguiente, Australia se convirtió en el primer país no miembro de la UER que participó en el festival.
La participación estuvo ideada como un evento excepcional por un solo año, coincidiendo con el 60.º aniversario del Festival de Eurovisión. La UER citó como razón de la participación la existencia de un público fiel a Eurovisión en el país oceánico: un promedio de 2,7 millones de telespectadores siguen el festival en Australia en televisión.
A pesar de esto, el 17 de noviembre de 2015 la UER confirmó el regreso de Australia y la posibilidad de que su participación fuera permanente en el Festival. No obstante, y a diferencia de 2015, Australia tuvo que pasar por una semifinal para poder participar en la gran final de 2016. De hecho, pasó a la final como favorita, finalizando en segundo lugar.
Por otro lado, ante la imposibilidad de albergar el festival en Australia en caso de ganar, podría elegir cualquier radiotelevisión de los países miembros de la Unión Europea de Radiodifusión para que hiciera el papel de anfitriona en su nombre. Sin embargo, en 2020, SBS llegó a un acuerdo con RÚV para que Islandia fuera la sede si Australia ganara alguna edición, hecho que contó con el beneplácito de los gobiernos, de modo que el certamen sería organizado por ambos países.
Salvo en 2018 y 2022, en las otras participaciones australianas en el festival (2015, 2016, 2017, 2019 y 2023) quedaron entre los diez primeros en la gran final. Sin embargo, en 2021 y 2024, no pasaron a la final. Además, desde sus comienzos, ha recibido la mayor cantidad de puntos de los países nórdicos (con la excepción de Finlandia), y anecdóticamente, los países a los que otorga la mayor cantidad de puntos Australia no le prestan atención (Bélgica, Bulgaria, Rusia y Francia, entre otros).
El 7 de febrero de 2025, a semanas de que cumplirse 10 años de su primera participación, se dio a conocer que la emisora australiana y la EBU habían llegado a un acuerdo. Antes, debido a que Australia no se encontraba situado geográficamente en el territorio de Europa, debía recibir una invitación por parte de la EBU para tener el derecho a participar; ahora, al igual que el resto de países que han participado y participan, Australia no necesita invitación y puede confirmar por su parte su propia participación. Tras este anuncio, se confirmó su participación para el Festival de la Canción de Eurovisión 2026.

## Historia previa a la participación
La televisión pública australiana SBS retransmitió el Festival de la Canción de Eurovisión por primera vez en 1983 y desde entonces lo ha venido retransmitiendo sucesivamente todos los años. Desde el principio de las retransmisiones, el festival atrajo una gran audiencia en Australia, citándose como razón principal los lazos culturales y políticos con Europa.
En 2006 y 2007, la SBS retransmitió el festival con los comentarios de la BBC. En 2008, la SBS tuvo su propia comentarista por primera vez, Julia Zemiro, quien ha seguido como comentarista en años sucesivos. Desde el 2009, a Zemiro se le unió Sam Pang.
Desde 2010, la SBS permitió a la audiencia participar en su propio televoto durante las grandes finales. Estos votos no se contabilizaban en el concurso, y no afectaban al resultado, y solo perseguían fines propagandísticos y lucrativos, ya que solo se difundían en Australia. En 2012, los comentaristas de la SBS y la delegación de la televisión australiana tuvieron su propia cabina de comentaristas por primera vez dentro del recinto del festival, así como en años sucesivos.

### Retransmisión de 2013
El 14 de mayo de 2013, en el intervalo de la primera semifinal de Eurovisión de ese año, se emitió un vídeo alusivo al seguimiento de Eurovisión en Australia, producido por la SBS.

### Participación simbólica de 2014
En 2014, la televisión danesa DR encargada de organizar el festival ese año, invitó a la SBS a actuar en el intermedio de la segunda semifinal, fuera de concurso. La SBS escogió a Jessica Mauboy como representante de Australia, quien interpretó la canción «Sea of Flags».

## Participaciones
Leyenda
     Ganador
     Segundo puesto
     Tercer puesto
     Cuarto o quinto puesto (Top 5)
     Último puesto
| Año  | Sede       | Artista            | Canción                   | Final                   | Pts.                    | Semifinal               | Pts.                    |
| ---- | ---------- | ------------------ | ------------------------- | ----------------------- | ----------------------- | ----------------------- | ----------------------- |
| 2014 | Copenhague | Jessica Mauboy     | «Sea of Flags»            | Participación simbólica | Participación simbólica | Participación simbólica | Participación simbólica |
| 2015 | Viena      | Guy Sebastian      | «Tonight Again»           | 5                       | 196                     | Finalista automático    | Finalista automático    |
| 2016 | Estocolmo  | Dami Im            | «Sound of Silence»        | 2                       | 511                     | 1                       | 330                     |
| 2017 | Kiev       | Isaiah Firebrace   | «Don't Come Easy»         | 9                       | 173                     | 6                       | 160                     |
| 2018 | Lisboa     | Jessica Mauboy     | «We Got Love»             | 20                      | 99                      | 4                       | 212                     |
| 2019 | Tel Aviv   | Kate Miller-Heidke | «Zero Gravity»            | 9                       | 284                     | 1                       | 261                     |
| 2020 | Róterdam   | Montaigne          | «Don’t Break Me»          | Festival cancelado      | Festival cancelado      | Festival cancelado      | Festival cancelado      |
| 2021 | Róterdam   | Montaigne          | «Technicolour»            | No se clasificó         | No se clasificó         | 14                      | 28                      |
| 2022 | Turín      | Sheldon Riley      | «Not the Same»            | 15                      | 125                     | 2                       | 243                     |
| 2023 | Liverpool  | Voyager            | «Promise»                 | 9                       | 151                     | 1                       | 149                     |
| 2024 | Malmö      | Electric Fields    | «One Milkali (One Blood)» | No se clasificó         | No se clasificó         | 11                      | 41                      |
| 2025 | Basilea    | Go-Jo              | «Milkshake Man»           | No se clasificó         | No se clasificó         | 11                      | 41                      |

### Representantes australianos de origen no australiano
| País          | País | Artistas      |
| ------------- | ---- | ------------- |
| Corea del Sur | 1    | Dami Im       |
| Malasia       | 1    | Guy Sebastian |

## Votación de Australia
Hasta 2025, la votación de Australia ha sido:
| Más puntos otorgados solo en la final | Más puntos otorgados solo en la final | Más puntos otorgados solo en la final |
| Pos.                                  | País                                  | Puntos                                |
| ------------------------------------- | ------------------------------------- | ------------------------------------- |
| 1                                     | Suecia                                | 107                                   |
| 2                                     | Israel                                | 59                                    |
| 3                                     | Bélgica                               | 54                                    |
| 4                                     | Ucrania                               | 51                                    |
| 5                                     | Malta                                 | 43                                    |
| 5                                     | Finlandia                             | 43                                    |

| Más puntos otorgados en semifinales y final | Más puntos otorgados en semifinales y final | Más puntos otorgados en semifinales y final |
| Pos.                                        | País                                        | Puntos                                      |
| ------------------------------------------- | ------------------------------------------- | ------------------------------------------- |
| 1                                           | Suecia                                      | 183                                         |
| 2                                           | Israel                                      | 116                                         |
| 3                                           | Bélgica                                     | 105                                         |
| 4                                           | Ucrania                                     | 90                                          |
| 5                                           | Malta                                       | 86                                          |

| Más puntos recibidos solo en la final | Más puntos recibidos solo en la final | Más puntos recibidos solo en la final |
| Pos.                                  | País                                  | Puntos                                |
| ------------------------------------- | ------------------------------------- | ------------------------------------- |
| 1                                     | Suecia                                | 76                                    |
| 2                                     | Islandia                              | 71                                    |
| 2                                     | Reino Unido                           | 71                                    |
| 3                                     | Polonia                               | 64                                    |
| 4                                     | Finlandia                             | 62                                    |

| Más puntos recibidos en semifinales y final | Más puntos recibidos en semifinales y final | Más puntos recibidos en semifinales y final |
| Pos.                                        | País                                        | Puntos                                      |
| ------------------------------------------- | ------------------------------------------- | ------------------------------------------- |
| 1                                           | Polonia                                     | 147                                         |
| 2                                           | Suecia                                      | 127                                         |
| 3                                           | Islandia                                    | 123                                         |
| 4                                           | Finlandia                                   | 116                                         |
| 5                                           | Reino Unido                                 | 115                                         |

## 12 puntos
- Australia ha dado 12 puntos a:

| Año  | País                                                   |
| ---- | ------------------------------------------------------ |
| 2015 | Serbia (primera semifinal), Suecia (segunda semifinal) |

| Año  | Jurado          | Televoto  | Conjunto |
| ---- | --------------- | --------- | -------- |
| 2016 | Bélgica         | Bélgica   | Bélgica  |
| 2017 | Polonia         | Moldavia  | Moldavia |
| 2018 | Suecia          | Dinamarca | Moldavia |
| 2019 | República Checa | Islandia  | Islandia |
| 2021 | Malta           | Ucrania   | Malta    |
| 2022 | Suecia          | Serbia    | Suecia   |
| 2023 | Sin jurado      | Austria   | Austria  |
| 2024 | Sin jurado      | Croacia   | Croacia  |
| 2025 | Sin jurado      | Israel    | Israel   |

| Año  | País   |
| ---- | ------ |
| 2015 | Suecia |

| Año  | Jurado      | Televoto  | Conjunto        |
| ---- | ----------- | --------- | --------------- |
| 2016 | Bélgica     | Bélgica   | Bélgica         |
| 2017 | Reino Unido | Moldavia  | Moldavia        |
| 2018 | Suecia      | Israel    | Israel          |
| 2019 | Suecia      | Noruega   | Suecia          |
| 2021 | Malta       | Islandia  | Islandia/ Malta |
| 2022 | España      | Ucrania   | Ucrania         |
| 2023 | Bélgica     | Finlandia | Finlandia       |
| 2024 | Irlanda     | Israel    | Irlanda         |
| 2025 | Grecia      | Israel    | Grecia          |

## Galería de imágenes
|                               |
| Guy Sebastian en Viena (2015) |

|                             |
| Dami Im en Estocolmo (2016) |

|                                 |
| Isaiah Firebrace en Kiev (2017) |

|                                 |
| Jessica Mauboy en Lisboa (2018) |

|                                       |
| Kate Miller-Heidke en Tel Aviv (2019) |

|                                                       |
| Montaigne en Rotterdam, vía vídeo desde Sídney (2021) |

|                               |
| Sheldon Riley en Turín (2022) |

|                             |
| Voyager en Liverpool (2023) |

|                                 |
| Electric Fields en Malmö (2024) |